# 威骑
威骑（Wiggle）是英国一家主要以经营体育用品为主的零售商，总部位于英国朴茨茅斯市，客户遍布全球80多个国家及地区，网站支持有10种语言并支持15种货币支付。该公司于1999年由Match Dall与Harvey Jones创立，此后成为英国最大的骑行及其它体育运动经销商之一，拥有极其可观的海外市场占有份额。

## 公司历史
在1999年，Mitch Dall与Harvey Jones决定成立wiggle.co.uk网站，以此销售Dall在朴茨茅斯市Butlers Cycles自行车商铺内库存的商品。起初他们销售各种产品，后来决定主要经营骑行用品，在取得成功后于2003年将经营方式完全转为网络销售式。Wiggle Ltd在经营初期就已开始销售跑步，游泳及铁人三项系列产品，现在已拥有包括各种门类,服饰、鞋类及运动码表在内多达4万种商品skus的库存量。
在2006年，Wiggle与私有股权公司ISIS达成协议，以获取投资扩大其经营规模。ISIS持有42%的所有股份，当时商业价值接近3千万英镑。2011年12月，在首席执行官Humphrey Cobbold的指导下，公司大部分股份已被售予私有股权投资商Bridgepoint Captial。

## 公司产品
Wiggle销售各种体育品牌系列产品,包括:Cinelli, 禧玛诺, Garmin, Boardman Bikes, Colnago及自创品牌Verenti自行车及dhb运动服式。